# Palaquium karrak
Palaquium karrak är en tvåhjärtbladig växtart som beskrevs av Ryozo Kanehira. Palaquium karrak ingår i släktet Palaquium och familjen Sapotaceae. Inga underarter finns listade i Catalogue of Life.